# Michaela Walsh
Pour les articles homonymes, voir Walsh.
Michaela Walsh, née le 5 juin 1993 à Belfast, est une boxeuse irlandaise.

## Carrière
Sa carrière amateur est principalement marquée par une médaille de bronze remportée aux Jeux européens de 2019 dans la catégorie poids coqs.

### Vie privée
Elle est ouvertement lesbienne.

## Palmarès

### Championnats d'Europe
- Médaille de bronze en -57 kg en 2018 à Sofia, Bulgarie

### Jeux européens
- Médaille de bronze en -57 kg en 2019 à Minsk, Biélorussie
- Médaille de bronze en -57 kg en 2023 à Nowy Targ, Pologne

### Jeux du Commonwealth
- Médaille d'argent en -57 kg en 2018 à Gold Coast, Australie
- Médaille d'argent en -52 kg en 2014 à Glasgow, Royaume-Uni

## Référence
1. ↑  (en) Kayla Walsh, « Boxer Michaela Walsh says girlfriend Emily Jane Finn is a 'huge support' », sur RSVP Live, 11 septembre 2021 (consulté le 3 juin 2022)